# Palais Maimun
Le palais Maimun (Istana Maimun en indonésien) est un palais royal situé à Medan, capitale de la province de Sumatra du Nord.
Construit par le sultan de Deli Makmun Al Rasyid Perkasa Alamsyah en 1888, le palais a une superficie de 2 772 m2 et possède 30 pièces.
Le palais est ouvert au public. Sa conception et sa décoration intérieure sont un mélange d'éléments des cultures malaise, musulmane, espagnole, indienne et italienne.